# フランチェスコ・クリスピ (駆逐艦)
フランチェスコ・クリスピ（Francesco Crispi）とは、イタリア海軍のセラ級駆逐艦の一隻。

## 艦歴
第二次世界大戦にイタリアが参戦した際フランチェスコ・クリスピは姉妹艦のクインティノ・セラとともに2隻だけで第四駆逐隊を編成しドデカネス諸島レロス島に配備されていた。主にエーゲ海で防備機雷原の敷設任務を行い、その後船団護衛任務に配属された。41年2月にセラとクリスピの両艦はイギリス軍のカステロリゾ島侵攻（アブステンション作戦）への反撃に加わる。翌月セラとクリスピは特攻艇を搭載しクレタ島スダ湾を攻撃、重巡洋艦ヨークを大破・放棄させタンカー一隻を撃沈する戦果を挙げた（スダ湾襲撃）。エーゲ海で活動を続けたが1943年のイタリア降伏時にピレエウスでドイツ軍に接収されTA15として就役。TA15になってから1944年までは前部主砲のない状態だった。その後対空機銃が追加された。1943年10月30日に第9水雷群の一隻として実働状態に入りレロス島及びドデカネス諸島で実戦参加後エーゲ海で護衛任務に就いたが1944年3月8日へラクリオン沖で空襲を受けロケット弾三発により沈没。34名が死亡。なおこのとき主機関の故障により左舷機しか使えず15ノットしか出せなかった。